# 第三十一届超级碗
第三十一届超级碗（Super Bowl XXXI）是美国国家橄榄球联盟1996赛季的总决赛，由美联冠军新英格兰爱国者队对阵国联冠军绿湾包装工队。比赛于1997年1月26日在新奥尔良的路易斯安娜超级巨蛋举行。
最终，绿湾包装工队以35-21战胜新英格兰爱国者队，第三次夺得超级碗冠军。回攻手戴斯蒙德·霍華德获得最有价值球员称号。